# Culbokie
Culbokie (Schots-Gaelisch: An Cùil Bhàicidh) is een dorp ongeveer 5 kilometer ten noordoosten van Dingwall en ongeveer 19 kilometer ten noorden van Inverness in de Schotse lieutenancy Ross and Cromarty in het raadsgebied Highland.